# Katherine Pancolová
Katherine Pancolová (* 22. října 1954 Casablanca) je spisovatelka žijící ve Francii.

## Život
Katherine Pancolová se narodila v Maroku, ale později se s rodiči odstěhovala do Francie. Zde po maturitě vystudovala literaturu, pracovala jako učitelka latiny a francouzštiny, a poté se začala zabývat žurnalistikou (pracovala pro Paris-Match a Cosmopolitan). Hodně cestovala, natáčela rozhovory se známými politickými osobnostmi i filmovými hvězdami.
V roce 2007 obdržela ocenění Nejlepší autor 2007 nakladatelství Gorodets Publishing v Moskvě. Její romány se zaměřují na osudy obyčejných lidí, často inspirované vlastním životem autorčiným.

## Tvorba
Po svém prvním úspěšném románu Nejprve já (1979) se přestěhovala do New Yorku, kde se rozhodla studovat scenáristiku a tvůrčí psaní na Columbia University. Z tohoto období pochází tituly Barbarka (1981), Tak třeba Scarlette (1985) a Krutí muži neběhají po ulicích (1990). Zážitky z cest se promítly do románové trilogie o Joséphine Cortèsové a jejích dvou dcerách Hortense a Zoe. Do češtiny byl prozatím přeložen první svazek, Žluté oči krokodýlů. Další dva díly Pomalý tanec želv a V pondělí jsou veverky v Central Parku smutné zatím v českém znění nejsou dostupné.
Je autorkou biografie Tvář za obrazem. Jackie Kennedyová 1929–1994 (1999), kterou v překladu Terezy Horvátové vydala Mladá fronta.